# Diocèse d'Austin
Le diocèse d'Austin (Dioecesis Austiniensis) est un diocèse catholique situé aux États-Unis. Il couvre une partie centre du Texas., suffragant de l'archidiocèse de Galveston-Houston. En 2015, il comptait 558.329 baptisés pour 3.022.897 habitants.

## Territoire
Le diocèse comprend vingt-quatre comtés du Texas : Bastrop, Bell, Blanco, Brazos, Burleson, Burnet, Caldwell, Coryell, Falls, Hamilton, Hays, Lampasas, Lee, Limestone, Llano, Mason, McLennan, Milam, Mills, Robertson, San Saba, Travis, Washington et Williamson. Il comprend aussi une partie du comté de Fayette au nord du fleuve Colorado.
Son siège épiscopal est la ville d'Austin, où se trouve la cathédrale Sainte-Marie (Saint Mary's Cathedral).
Le territoire s'étend sur 54.561 km² et il est subdivisé en 102 paroisses.

## Histoire
Le diocèse est érigé le 15 novembre 1947 par la  bulle Ad animarum bonum de Pie XII, recevant son territoire du diocèse de Dallas et du diocèse de Galveston (aujourd'hui archidiocèse de Galveston-Houston) et de l'archidiocèse de San Antonio. À l'origine, il était suffragant de San Antonio.
Le 19 octobre 1961, il a cédé une portion de territoire au nouveau diocèse de San Angelo.
Depuis le 29 décembre 2004, il fait partie de la province ecclésiastique de Galveston-Houston.
En 2015, le pape François donne au diocèse son premier évêque auxiliaire, en la personne du père Daniel E. Garcia, jusqu'alors vicaire général.

## Statistiques
En 2015, le diocèse comptait pour une population de 3.022.897 habitants un nombre de 558.329 baptisés (18,5%).
- En 1959, le diocèse comptait 117.512 baptisés pour 874.677 habitants (13,4%), servis par 132 prêtres (83 diocésains et 49 réguliers), 161 religieux et 238 religieuses dans 109 paroisses.
- En 1970, le diocèse comptait 138.224 baptisés pour 835.376 habitants (16,5%), servis par 160 prêtres (92 diocésains et 68 réguliers), 128 religieux et 253 religieuses dans 78 paroisses.
- En 1980, le diocèse comptait 147.867 baptisés pour 1.029.900 habitants (14,4%), servis par 144 prêtres (93 diocésains et 51 réguliers), 5 diacres, 81 religieux et 190 religieuses dans 84 paroisses.
- En 2000, le diocèse comptait 350.000 baptisés pour 2.028.391 habitants (17,3%), servis par 170 prêtres (116 diocésains et 54 réguliers), 149 diacres, 108 religieux et 119 religieuses dans 126 paroisses.
- En 2006, le diocèse comptait 422.006 baptisés pour 2.397.028 habitants (17,6%), servis par 209 prêtres (155 diocésains et 54 réguliers), 187 diacres, 104 religieux et 102 religieuses dans 125 paroisses.
- En 2015, le diocèse comptait 558.329 baptisés pour 3.022.897 habitants (18,5%), servis par 209 prêtres (160 diocésains et 49 réguliers), 213 diacres, 91 religieux et 89 religieuses dans 102 paroisses.

## Voir également